# Enrique Múgica
Enrique Múgica Herzog (ur. 20 lutego 1932 w San Sebastián, zm. 10 kwietnia 2020) – hiszpański polityk i prawnik, parlamentarzysta, w latach 1988–1991 minister sprawiedliwości, w latach 2000–2010 hiszpański rzecznik praw obywatelskich.

## Życiorys
Urodził się w Kraju Basków, przeniósł się do stolicy, gdzie ukończył studia prawnicze na Uniwersytecie Complutense w Madrycie. Podjął następnie praktykę w zawodzie adwokata.
W okresie frankistowskim działał w nielegalnych ugrupowaniach. Od 1953 do pierwszej połowy lat 60. był związany z Komunistyczną Partią Hiszpanii. Później dołączył do Hiszpańskiej Socjalistycznej Partii Robotniczej, wchodził w skład jej władz wykonawczych. Z przyczyn politycznych kilkakrotnie aresztowany i skazywany, łącznie był więziony przez około 30 miesięcy.
W okresie przemian politycznych pozostał członkiem władz partii socjalistycznej. W latach 1977–1979 sprawował mandat posła do konstytuanty, następnie do 2000 był członkiem Kongresu Deputowanych I, II, III, IV, V, VI i VII kadencji. W lipcu 1988 Felipe González powierzył mu stanowisko ministra sprawiedliwości, które zajmował do lipca 1991. W latach 2000–2010 przez dwie kadencje pełnił funkcję rzecznika praw obywatelskich (defensor del pueblo).
Zmarł na skutek COVID-19 w okresie światowej pandemii tej choroby.